# Судиевский сельский совет
Судиевский сельский совет (укр. Судіївська сільська рада) — входит в состав
Полтавского района
Полтавской области
Украины.
Административный центр сельского совета находится в 
с. Судиевка
.

## Населённые пункты совета
- с. Судиевка
- с. Шевченки